# Złożony proces Poissona
Złożony proces Poissona – proces stochastyczny, w którym w losowych momentach czasu (zadanymi procesem Poissona) następuje zmiana o losową wartość, po czym do czasu następnej zmiany wartość procesu jest wielkością stałą.

## Definicja
Złożony proces Poissona {\displaystyle \{X_{t}\}_{t\geqslant 0}} zadany parametrem {\displaystyle \lambda \in \mathbb {R} _{+}} dla dowolnego {\displaystyle t\geqslant 0} postać:
{\displaystyle X_{t}=\sum _{i=1}^{N_{t}}Y_{i},}
gdzie:
- {\displaystyle \{N_{t}\}_{t\geqslant 0}} jest procesem Poissona o parametrze {\displaystyle \lambda ,}
- {\displaystyle Y_{1},Y_{2},\dots } są niezależnymi zmiennymi o takich samym rozkładzie,
- zmienne {\displaystyle Y_{1},Y_{2},\dots } są również niezależne z danym procesem Poissona.

## Własności
Jeżeli {\displaystyle \{X_{t}\}_{t\geqslant 0}} jest złożonym procesem Poissona, ma następujące własności:
- dla każdego {\displaystyle \omega } funkcja {\displaystyle t\mapsto X_{t}(\omega )} jest przedziałami stała i prawostronnie ciągła,
- wartość oczekiwana w chwili {\displaystyle t} wynosi: {\displaystyle EX_{t}=\lambda tEY_{1},}
- wariancja w chwili {\displaystyle t} wynosi: {\displaystyle D^{2}X_{t}=\lambda tE(Y_{1}^{2}),}
- funkcja charakterystyczna w chwili {\displaystyle t} wynosi:

{\displaystyle \phi _{X_{t}}(u)=\exp \left(\lambda tE(e^{iuY_{1}}-1)\right).}

## Związek z procesem Lévy’ego
Złożony proces Poissona jest procesem Lévy’ego. Ponadto jeżeli proces Lévy’ego jest przedziałami stały, jest on złożonym procesem Poissona.